# Den längsta resan
Den längsta resan (engelska: The Longest Journey) är ett peka-och-klicka äventyrsspel av den norska spelstudion Funcom. Det släpptes först i Norge av IQ Media Nordic 1999, och lokaliserades senare för marknaderna i flertalet Europeiska länder. Ursprungligen var spelet på engelska, men flera lokaliserade versioner släpptes före den engelska versionen.
Spelet blev rosat av kritikerna för sin protagonist April Ryan, som ansågs vara en av de mest minnesvärda kvinnliga karaktärerna någonsin i äventyrsspel; men även för sin gåtfulla, komplexa berättelse och höga produktionsvärde. Spelet blev dock även kritiserat för några av dess mer obskyra problemutmaningar.
Uppföljarna Dreamfall: The Longest Journey släpptes den 20 april 2006; och Dreamfall Chapters, som finansierades via Kickstarter, beräknas släppas i november 2014. Under oktober 2011 framkom det att en porterad version av Den längsta resan förväntas släppas till IOS, med fokus på Iphone.

## Handling
Den längsta resan utspelar sig i de två parallella världarna Stark och Arkadien. Stark är en rationell värld präglad av det vardagliga, ordning och logik; och som lyder under naturlagarna. Det är en vetenskaplig och industriellt dominerande dystopisk framtidsvision av världen idag. Stark har även vissa drag av cyberpunk då världen präglas av internationella storföretag, korrumperat polisväsende och respektlöshet mot mänskligt liv och hälsa. Den andra världen är Arkadien, en värld präglad av magi, mystik och kaos under ständig förändring; och som är fri från att lyda under naturlagarna. Arkadien är fyllt av magiska väsen och kan liknas vid en traditionell fantasy-värld.
Protagonisten i spelet är April Ryan, en nyinflyttad 18-årig konststuderande i Venice, en bohemisk stadsdel till Newport vid Nordamerikas västkust. Hon lider av upprepade mardrömmar och får, bland annat, via dessa reda på att hon är en skiftare; en person som kan förflytta sig mellan de två tvillingvärldarna. Hon får, med hjälp av spanjoren Cortez, vetskap om jämvikten, en mäktig kraft som gör det möjligt för de två världarna att existera. Hon får även reda på att denna mäktiga kraft är på väg att fallera, då det inte längre finns någon väktare som kan upprätthålla den. Det blir nu Aprils uppgift att finna en ny väktare som kan ta den förres plats. Dessvärre försvåras uppgiften av kaos, som är magi i dess mest extrema form; och av De främsta med dess ledare Jacob McAllen, från Stark, som med hjälp av vetenskapen planerar att manipulera den nye väktaren till att tjäna hans syften.

## Musiken
The Longest Journey är musikalbumet till spelet med samma namn, komponerat av Bjørn Arve Lagim och Tor Linløkken. Det har släppts på CD, men går också att ladda hem utan kostnad via spelets hemsida. Det finns dock några smärre skillnader mellan de fysiska och nedladdningsbara versionerna. Den nedladdningsbara versionen har sju spår som inte ingår på CD:n, och CD:n har ett spår som inte ingår i den nedladdningsbara versionen. Även ordningen och namnen på spåren skiljer sig åt i de båda versionerna. Bjørn Arve Lagim producerade alla spåren, förutom de fyra sista i båda utgåvorna.
| 1.           | Main Menu                         | 2:01  |
| 2.           | Prologue                          | 1:38  |
| 3.           | Main Titles                       | 2:57  |
| 4.           | Venice                            | 1:02  |
| 5.           | The First Shift                   | 0:56  |
| 6.           | Marcuria and the Northlands       | 4:27  |
| 7.           | The Gribbler                      | 1:01  |
| 8.           | The Subway and Hope Street        | 0:50  |
| 9.           | The Great Library                 | 0:33  |
| 10.          | Reading Music                     | 1:39  |
| 11.          | The Gargoyle and the Labyrinth    | 2:47  |
| 12.          | The Storm and the Sea             | 2:08  |
| 13.          | Alais                             | 1:41  |
| 14.          | Inside the Alatien City           | 0:51  |
| 15.          | The Deep and the Old God          | 1:43  |
| 16.          | The House of All Worlds           | 0:41  |
| 17.          | Jacob MacAllen                    | 2:29  |
| 18.          | Death and Rebirth                 | 0:47  |
| 19.          | Danger                            | 1:32  |
| 20.          | Into the Wormhole                 | 1:29  |
| 21.          | Desolation and the Well of Making | 0:42  |
| 22.          | The Ghost House                   | 1:35  |
| 23.          | The Tower                         | 1:41  |
| 24.          | Epilogue                          | 1:44  |
| 25.          | End Credits                       | 3:26  |
| 26.          | The Longest Journey Suite         | 12:05 |
| 27.          | Dragon                            | 5:06  |
| 28.          | Eagle                             | 3:32  |
| 29.          | Dolphin                           | 6:37  |
| 30.          | Unicorn                           | 7:34  |
| Total längd: | Total längd:                      | 77:10 |

| 1.           | Main Menu | 2:00  |
| 2.           | Prologue | 1:35  |
| 3.           | Main Titles | 2:56  |
| 4.           | White Dragon's Lair | 0:33  |
| 5.           | Venice | 1:02  |
| 6.           | The First Shift | 0:55  |
| 7.           | Marcuria & Northland (Namn enligt ID3, dock anger den officiella sidan samma namn som på CD:n.)                                                              | 4:27  |
| 8.           | The Gribbler | 1:01  |
| 9.           | Subway and Hope St. (Namn enligt ID3, dock anger den officiella sidan samma namn som på CD:n.)                                                               | 0:50  |
| 10.          | The Great Library | 0:33  |
| 11.          | Reading Music | 1:38  |
| 12.          | Gargoyle and Labyrint (Namn enligt ID3, dock anger den officiella sidan samma namn som på CD:n.)                                                             | 2:47  |
| 13.          | Storm and the Sea (Namn enligt ID3, dock anger den officiella sidan samma namn som på CD:n.)                                                                 | 2:07  |
| 14.          | Alais | 1:40  |
| 15.          | The Alatien | 1:07  |
| 16.          | Inside Ancient City (Den officiella sidan hävdar att titeln är "Inside the Ancient City", dock är detta samma spår som "Inside the Alatien City" från CD:n.) | 0:50  |
| 17.          | The Deep & Old God (Namn enligt ID3, dock anger den officiella sidan samma namn som på CD:n.)                                                                | 1:43  |
| 18.          | A Ship of Shadows | 0:27  |
| 19.          | House of All Worlds (Namn enligt ID3, dock anger den officiella sidan samma namn som på CD:n.)                                                               | 0:41  |
| 20.          | Gordon Halloway | 1:32  |
| 21.          | Death and Rebirth | 0:47  |
| 22.          | Jacob MacAllen | 2:29  |
| 23.          | Danger | 1:32  |
| 24.          | Into the Wormhole | 1:28  |
| 25.          | Desolation and the Well (Namn enligt ID3, dock anger den officiella sidan samma namn som på CD:n.)                                                           | 0:42  |
| 26.          | The Ghost House | 1:36  |
| 27.          | The Tower | 1:40  |
| 28.          | The Road Back | 0:46  |
| 29.          | Epilogue | 1:43  |
| 30.          | End Credits | 3:26  |
| 31.          | Prelude in C Minor | 4:30  |
| 32.          | Winterland | 2:03  |
| 33.          | Dragon | 5:06  |
| 34.          | Dolphin | 6:36  |
| 35.          | Eagle | 3:32  |
| 36.          | Shark (Samma spår som "Unicorn" från CD:n.) | 7:34  |
| Total längd: | Total längd: | 75:54 |

## Mottagande
| Mottagande | Mottagande                                             |
| Samlingsbetyg | Samlingsbetyg                                          |
| Tjänst | Betyg                                                  |
| --- | ------------------------------------------------------ |
| Gamerankings | 89%                                                    |
| Game Ratio | 90%                                                    |
| GameStats | 9,0                                                    |
| Metacritic | 91/100                                                 |
| Moby Games | 88/100                                                 |
| Recensionsbetyg |                                                        |
| Publikation | Betyg                                                  |
| Eurogamer | 9/10                                                   |
| Game Revolution | A-                                                     |
| Gamespot | 9.3/10                                                 |
| Gamespy | 92/100                                                 |
| IGN | 9,3/10                                                 |
| PC Gamer US | 90%                                                    |
| Adventure Gamers | [ 20 ]                                                 |
| \| Utmärkelser \| Utmärkelser \| \| Publikation \| Utmärkelse \| \| ----------- \| ------------------------------------------------------ \| \| Gamespy \| Best of 2000 \| \| Gamespot \| Game of the Year \| \| IGN \| Awards 2000: Best Adventure Game Editor's Choice Award \| |                                                        |
| Utmärkelser |                                                        |
| Publikation | Utmärkelse                                             |
| Gamespy | Best of 2000                                           |
| Gamespot | Game of the Year                                       |
| IGN | Awards 2000: Best Adventure Game Editor's Choice Award |

Den längsta resan blev väl mottaget av spelpressen. GameSpot kallade det för "ett av de bästa äventyrsspelen på flera år" och rosade den "komplexa och intressanta historien", men fann dock att slutet halkade efter då "epilogen inte riktigt knöt ihop berättelsen". IGN hävdade att spelet "faktiskt återuppfinner hur en historia kan bli berättad inom mediet" men noterade dess vuxeninriktade innehåll, med "tungt innehåll och många svordomar". Några av problemen beskrevs som "andefattiga", men att spelet på det hela var "slipat till den tätaste och vassaste formen någonsin". Den amerikanska utgåvan av PC Gamer hyllade spelet för dess "vuxna och magiska" berättelse, den "överdådiga" grafiken, och spelets problemlösningar . Den enda kritik tidningen framförde var att vissa delar av spelet kanske inte riktigt passade för yngre spelare. Den längsta resan har vunnit utmärkelsen "Årets spel" av de båda spelsidorna GameSpot och IGN. I mitten av 2002 passerade spelet 450'000 sålda exemplar.

## Svenska röster
| April Ryan                                                              | Regina Lund         |
| Cortez                                                                  | Leif Stålhammer     |
| Q'aman Stanley Frank Minnelli Alatisk slottsvakt                        | Steve Kratz         |
| Jacob McAllen Karthandlaren Gammal alatisk man                          | Torsten Wahlund     |
| Minstrum Yerin Bandaernas ålderman Umber Ianos                          | Sture Ström         |
| Emma Ne'ema Kvinnlig gäst Reporter                                      | Madeleine Elfstrand |
| April som barn Sa'ena                                                   | Elvira Roos         |
| Gordon Halloway Pinngubben Wick Manlig gäst                             | Jan Waldekranz      |
| Burns Flipper Agent Pinngubben Woody                                    | Eric Donell         |
| Kapten Nebevay Homosexuell polis Pinngubben Willow                      | Anders Ahlbom       |
| Kråkan Smal reparatör Alatiervakten Isam De främsta-receptionist        | Dick Eriksson       |
| Lady Alvane Marianernas drottning Den vita draken Gammal alatisk kvinna | Irene Lindh         |
| Mörkerfolkets sändebud Pappa Vakt Hisspolis                             | Thomas Roos         |
| Charlie Koppdribblaren Bandu-uta Skådispolis                            | Figge Norling       |
| Brian Westhouse Den uråldriga draken Freddie Melon Tjock reparatör      | Fredrik Dolk        |
| Warren                                                                  | Leo Hallerstam      |
| Mamma FACT-röst Benrime Salmin Kolonisatörernas representant            | Denize Karabuda     |
| Abnaxus Lorhan Fader Raul                                               | Niklas Falk         |
| Vestrum Tobias Trädanden                                                | Stephan Karlsén     |
| Zack Ben-bandu Adrian                                                   | Ivan Petersson      |
| Mickey Gribblaren Polis-receptionist                                    | Rachel Mohlin       |
| Tun Luiec Fiona                                                         | My Holmsten         |